# Liga de Bonaire 2015-16
La Liga de Bonaire 2015-16 fue la edición número 47 de la Liga de Bonaire. 

## Formato
En el torneo participarán 9 equipos que jugarán dos veces entre sí mediante el sistema todos contra todos, totalizando 16 partidos cada uno. Al término de las 16 jornadas los 6 primeros se clasificarán para la Buelta di seis, donde los equipos jugarán una vez más 5 partidos cada uno. De allí los cuatro primeros se clasificarán a la Buelta di cuatro, donde una vez más los equipos jugarán tres partidos cada uno: de allí los dos primeros pasarán a jugar la final donde el club campeón junto al subcampeón, de cumplir con los requisitos establecidos, podrá participar en el Campeonato de Clubes de la CFU 2017.

## Temporada regular
Actualizado el 15 de abril de 2016.
| Pos. | Equipo             | PJ | PG | PE | PP | GF | GC | DG  | Pts. | Clasificado a  |
| ---- | ------------------ | -- | -- | -- | -- | -- | -- | --- | ---- | -------------- |
| 1    | SV Real Rincón     | 14 | 10 | 2  | 2  | 39 | 12 | +27 | 32   | Buelta di seis |
| 2    | Atlétiko Flamingo  | 14 | 10 | 1  | 3  | 41 | 17 | +24 | 31   | Buelta di seis |
| 3    | SV Uruguay         | 14 | 9  | 3  | 2  | 33 | 17 | +16 | 30   | Buelta di seis |
| 4    | SV Vespo           | 14 | 7  | 3  | 4  | 32 | 24 | +8  | 24   | Buelta di seis |
| 5    | SV Vitesse         | 14 | 5  | 1  | 8  | 35 | 26 | -1  | 16   | Buelta di seis |
| 6    | SV Juventus        | 14 | 4  | 2  | 8  | 33 | 26 | +7  | 14   | Buelta di seis |
| 7    | Atlétiko Tera Corá | 14 | 4  | 0  | 10 | 13 | 40 | -27 | 12   |                |
| 8    | Arriba Perú        | 14 | 1  | 0  | 13 | 11 | 75 | -64 | 3    |                |
| 9    | SV Estrellas       | 0  | 0  | 0  | 0  | 0  | 0  | 0   | 0    |                |

## Buelta di seis
Actualizado el 13 de octubre de 2016.
| Pos. | Equipo            | PJ | PG | PE | PP | GF | GC | DG | Pts. | Clasificado a    |
| ---- | ----------------- | -- | -- | -- | -- | -- | -- | -- | ---- | ---------------- |
| 1    | Real Rincon       | 5  | 3  | 1  | 1  | 9  | 5  | +4 | 10   | Buelta di cuatro |
| 2    | Atlétiko Flamingo | 5  | 3  | 1  | 1  | 7  | 5  | +2 | 10   | Buelta di cuatro |
| 3    | SV Juventus       | 5  | 2  | 2  | 1  | 8  | 4  | +4 | 8    | Buelta di cuatro |
| 4    | SV Vespo          | 5  | 2  | 2  | 1  | 4  | 5  | -1 | 8    | Buelta di cuatro |
| 5    | SV Vitesse        | 5  | 0  | 3  | 2  | 3  | 7  | -4 | 3    |                  |
| 6    | SV Uruguay        | 5  | 0  | 1  | 4  | 6  | 11 | -5 | 1    |                  |

## Buelta di cuatro
Actualizado el 13 de octubre de 2016.
| Pos. | Equipo            | PJ | PG | PE | PP | GF | GC | DG | Pts. | Clasificado a                               |
| ---- | ----------------- | -- | -- | -- | -- | -- | -- | -- | ---- | ------------------------------------------- |
| 1    | Atlétiko Flamingo | 3  | 2  | 1  | 0  | 5  | 2  | +3 | 7    | Final y Campeonato de Clubes de la CFU 2017 |
| 2    | Real Rincon       | 3  | 2  | 0  | 1  | 7  | 4  | +3 | 6    | Final y Campeonato de Clubes de la CFU 2017 |
| 8    | SV Juventus       | 3  | 1  | 1  | 1  | 3  | 2  | +1 | 4    |                                             |
| 9    | SV Vespo          | 3  | 0  | 0  | 3  | 1  | 8  | -7 | 0    |                                             |

## Final
Actualizado el 13 de octubre de 2016.'
| Local             | Resultado | Visitante   | Fecha              |
| ----------------- | --------- | ----------- | ------------------ |
| Atlétiko Flamingo | 4 - 3     | Real Rincon | 8 de julio de 2016 |

| Atlétiko Flamingo Campeón |